# 阿基拉斯 (巴西)
阿基拉斯（葡萄牙語：Aquiraz）是巴西塞阿拉州的一个市镇。总面积480.976平方公里，总人口60013人，人口密度124.8人/平方公里。